# Fanatisme
Fanatisme, fra fransk fanatique eller latin fanaticus 'inspireret af en gud, drevet til vanvid' er en følelse af at blive fyldt af en usædvanlig stor iver, specielt af ekstreme politiske eller religiøse årsager, eller med en besættende entusiasme for en hobby.
Ifølge filosoffen George Santayana, "består fanatisme i at øge dine bestræbelser når du har glemt dit mål."
Forskellen mellem en fan og en fanatiker er, at mens de begge har en overvældende forkærlighed eller interesse for et bestemt emne, ses fanatikerens opførsel som et brud på sociale normer, hvorimod en fan ikke vil bryde de normer.

## Fanatismekategorier
- Forbrugerfanatisme – ekstrem indblanding eller interesse i en person, gruppe, trend, kunst eller ide.
- Religiøs fanatisme – den mest ekstreme form for religiøs fundamentalisme, som typisk er voldelig og potentielt dødelig.